# Alpaida bicornuta
Alpaida bicornuta este o specie de păianjeni din genul Alpaida, familia Araneidae. A fost descrisă pentru prima dată de Taczanowski, 1878. Conform Catalogue of Life specia Alpaida bicornuta nu are subspecii cunoscute.